# El Universal (Mexique)
Pour les articles homonymes, voir El Universal.
El Universal est un quotidien mexicain fondé le 1er octobre 1916 par l'ingénieur Félix Fulgencio Palavicini dans le but de faire connaître les postulats constitutionnels du nouveau Congrès issu de la Révolution. En 1917 c'est sur ses presses que  la Constitution mexicaine issue de la révolution fut imprimée.
Ce journal  défend l'anti-réelectionnisme, l'application des garanties constitutionnelles, la liberté d'expression ainsi que l'égalité des sexes.

## Auteurs
Le dessinateur mexicain Rogelio Naranjo y publie ses caricatures politiques.
La journaliste Beatriz Gutiérrez Müller.
La femme politique Lilia Merodio Reza.